# Stereodon plicatulus
Stereodon plicatulus là một loài Rêu trong họ Hypnaceae. Loài này được Lindb. mô tả khoa học đầu tiên năm 1872.